# Denis Šefik
Denis Šefik (in serbo Денис Шефик?; Belgrado, 20 settembre 1976) è un pallanuotista serbo, vincitore di una medaglia d'argento ad Atene 2004, di una di bronzo a Pechino 2008. Ha inoltre conquistato un oro, un argento e un bronzo mondiali, quattro medaglie europee (tre ori e un argento), tre ori e un argento in World League ed una Coppa del Mondo.

## Palmarès

### Club

#### Trofei nazionali
- Campionato serbo-montenegrino: 8

Partizan: 1995
Bečej: 1996, 1997, 1998, 1999
Jadran H.N.: 2003, 2004, 2006
- Coppa di Serbia e Montenegro: 9

Partizan: 1993, 1994, 1995
Bečej: 1996, 1997, 1998, 1999
Jadran H.N.: 2004, 2006
- Campionato montenegrino: 1

Budva: 2011
- Coppa del Montenegro: 2

Budva: 2008-09, 2010-11
- Campionato serbo: 2

Stella Rossa: 2013, 2014
- Coppa di Serbia: 2

Stella Rossa: 2013, 2014

#### Trofei internazionali
- Coppa dei Campioni/Eurolega: 1

Stella Rossa: 2012-13
- Supercoppa LEN: 1

Stella Rossa: 2013